# Mapania zeylanica
Mapania zeylanica là loài thực vật có hoa trong họ Cói. Loài này được (Thwaites) Trimen mô tả khoa học đầu tiên năm 1885.